# Атмосферски притисак
Атмосферски притисак или притисак ваздуха је притисак на било којем делу Земљине атмосфере. У већини случајева атмосферски притисак се узима да је једнак хидростатичком притиску који узрокује Земљина атмосфера која се налази у стубу изнад тачке мерења. Подручја нижег притиска имају мању масу атмосфере изнад себе, а подручја с већим притиском имају већу. Сагласно томе порастом надморске висине, смањује се стубац атмосфере повише, и атмосферски притисак складно томе опада. На нивоу мора атмосферски притисак није највећи, него је у различитим депресијама које су смештене ниже од нивоа мора, за морски ниво је тим притиском одређен притисак од једне атмосфере али није највећи на нивоу мора, већ је већи у различитим депресијама или удолинама, а посебно у рудницима. Притисак ваздуха није у свако доба исти на једном месту Земље. Он није једнак ни на два места која се разликују у надморској висини. Притисак опада с висином, а осим тога мења се с променом количине влаге у ваздуху. Влага је наиме лакша од ваздуха, те што је има више у ваздуху, то ће ваздух бити лакши, а због тога је и притисак мањи.
Ваздух врши на сваку површину неки атмосферски притисак. Тај је притисак то мањи што се више иде увис, јер се тиме смањује слој ваздуха који врши притисак. Колики је притисак на 1 cm2 површине, то јест атмосферски притисак, показао је италијански физичар Торичели почетком 17. века својим експериментом који је извео са живом. Он је узео цев, дугу 1 метар и напунио је живом до руба. Затим ју је зачепио прстом, окренуо и ставио окомито у посуду са живом. Жива није остала до врха у цеви, али није ни сва исцурила. Простор изнад живе је празан простор, а зове се Торичелијев вакуум. У ствари то није потпуно празан простор, јер се у њему налазе живине паре. Жива није потпуно исцурила, јер је у цеви држи спољашњи притисак. Ако је висина стуба живе 750 , онда исто толики атмосферски притисак мора држати равнотежу тежини тога стуба. Како је густина живе 13 534 , то стуб живе од 0,75 m пресека 1 cm2 (0,000 1 m2) има тежину, односно ствара притисак:
{\displaystyle p=\rho \cdot g\cdot h=0,75\,{\textrm {m}}\cdot 9,81\,{\textrm {m}}{/}{\textrm {s}}^{2}\cdot 13\,534\,{\textrm {kg}}{/}{\textrm {m}}^{3}=99\,576\,{\textrm {N}}{/}{\textrm {m}}^{2}\approx 1\,{\textrm {bar}}}
Како ваздух притиска са приближно 1 , то на пример на површину стола од 1 m2 врши притисак од око 10 000  или 10 тона (како је g = 9,80665 m/s2, и 1 N = 0,10197 kg × 9,80665 m/s2 = 0,10197 kg × g, следи да је 1 bar = 100.000 Pa = 100.000 N/m² = 10.197 kg × g /m²). Сто не бива смрвљен зато што постоји притисак и одоздо на плочу стола јер се притисак у гасовима шири на све стране (аеростатички притисак у ваздуху делује једнако као и хидростатички притисак у води). Површина човечијег тела износи око 1,5 m2, те је атмосферски притисак на ту површину око 15 000 kg или 15 тона. Тај притисак не може здробити човека, јер је унутрашњи притисак једнак спољашњем атмосферском притиску.
Атмосферски притисак је узрокован гравитационим привлачењем планете атмосферских гасова изнад површине и у функцији је масе планете, полупречника површине, количине и састава гасова и њихове вертикалне расподеле у атмосфери. Он је модификован ротацијом планете и локалним ефектима као што су брзина ветра, варијације густине услед температуре и варијацијама у саставу.

## Барометријска једначина
Барометријска једначина описује притисак у зависности од висине. Притисак опада са висином.
{\displaystyle p(z)=p_{0}e^{-z/z_{0}}}
Где су:
- {\displaystyle p_{0}} - притисак на нивоу мора - 101,3 килопаскала (то је 1 бар)
- {\displaystyle z_{0}} - референтна висина - око 8500 метара[7]

### Извођење једначине
Основна једначина хидростатичког притиска гласи:
{\displaystyle {\frac {dp}{dz}}=-\rho g}
Из једначине гасног стања изразимо густину (ρ):
{\displaystyle \rho ={\frac {Mp}{RT}}}
Израз за густину убацимо у прву једначину и добијамо:
{\displaystyle {\frac {dp}{p}}=-{\frac {Mg}{RT}}dz=-{\frac {dz}{z_{0}}}}
Ознака z0 = R T / M g. Једначину онда интегралимо од p0 do p, и десну страну од 0 до z, након чега је и антилогаритмујемо, и добијемо:
{\displaystyle p=p_{0}e^{-z/z_{0}}}
Ознака М је моларна маса ваздуха, која износи око 29 g/mol (грама по молу).

## Статика атмосфере
Статика атмосфере бави се законитостима процеса у атмосфери која се налази у мировању према површини Земље. Иако се атмосфера редовно непрекидно креће, закони расподеле притиска и густине по висини, који су изведени уз претпоставку да атмосфера мирује, вреде с великом тачношћу и кад се ваздух креће.

### Притисак
У атмосфери вреди основна једначина статике флуида у гравитационом пољу, према којој је градијент притиска с повећањем висине негативан:
{\displaystyle {\frac {dp}{dz}}=-\rho \cdot z}
где је: p - притисак, а ρ - густина. Притисак ваздуха на неком месту:
{\displaystyle \int \limits _{p}^{0}dp=\int \limits _{z}^{\infty }\rho (z)\cdot g(z)\cdot dz}
Барички ступањ висине јест промена висине за коју се промени притисак за јединицу, дакле за {\displaystyle \Delta p=\int \limits _{0}^{\Delta p}dp=1} и уз ρ = конст. и g = конст.:
{\displaystyle \Delta h=\int \limits _{0}^{\Delta h}dz={\frac {1}{\rho \cdot g}}}
За 1 mbar и у нормалним условима (1 000 mbar, 0 °) barički stupanj visine iznosi 8 metara.

### Стандардни атмосферски притисак
Стандардни атмосферски притисак се одређује као средњи притисак на нивоу мора и он износи једну стандардну атмосферу (симбол:atm). Стандардна атмосфера је једнака 101 325 Паскала, или 760 .
У Англосаксонским мерама једна атмосфера је једнака 29,92  или 14,7 .
Једна атмосфера одговара стубу воде од 10,3 m, што је уједно највећа теоретска усисна висина сисаљки.
Од 1999. договорено је да се стандардна атмосфера дефинише на тачно 100 000 Pa или 750,01 mm Hg.

### Средњи притисак на нивоу мора
Средњи притисак на нивоу мора је притисак на нивоу мора или, ако је мерен на некој надморској висини, претворен у притисак на нивоу мора подразумевајући да се ради о изотермичном слоју на подручју мерења. То је притисак који се уобичајено даје у прогнози времена на радију, телевизији и другим медијима. Кућни барометри су подешени да мере притисак претворен у присан на нивоу мора, а не стварни локални атмосферски притисак.
Усклађивање тлака на морски ниво значи да је подручје изражавања вредности једнако посвуда, те да вредности неће варирати зависно од подручја мерења. То омогућава једноставније поређење измерених вредности.
Усклађивање притиска помоћу висиномера у ваздухопловству је још један пример. Подешења висиномера може бити изведено на два начина:
- подешавање тако да висиномер очитава вредност апсолутне надморске висине писте (енглеска скраћеница )
- подешавање тако да висиномер очитава вредност надморске вредности писте као почетну или нулту (енглеска скраћеница )

Највећи атмосферски притисак, претворен у притисак на нивоу мора је измерен у Сибиру, те износи 1032,0 mbar. Најнижи притисци се мере у средиштима тропских олуја (урагана, тајфуна).

### Промене притиска по висини
Атмосферски притисак се мења почевши од нивоа мора па све до мезосфере. Иако се атмосферски притисак мења зависно од времена, NASA је израчунала средње вредности атмосферског притиска на Земљи, за целу годину. Следећа таблица приказује на којим висинама се може наћи поједини атмосферски притисак.
| део 1    | просечна висина | просечна висина |
| део 1    | ()              | (стопа)         |
| -------- | --------------- | --------------- |
| 1        | 0               | 0               |
| 1/2      | 5 486           | 18 000          |
| 1/3      | 8 376           | 27 480          |
| 1/10     | 16 132          | 52 926          |
| 1/100    | 30 901          | 101 381         |
| 1/1000   | 48 467          | 159 013         |
| 1/10000  | 69 464          | 227 899         |
| 1/100000 | 96 282          | 283 076         |

#### Прорачун промене атмосферског притиска с променом надморске висине
Постоје два начина израчунавања атмосферскога притиска на различитим висинама испод 86 km. Прва једначина се употребљава када стандардни пад температуре није једнак нули, а друга једначина када је једнак нули.
Прва једначина:
{\displaystyle {p}=p_{b}\cdot \left[{\frac {T_{b}}{T_{b}+L_{b}\cdot (h-h_{b})}}\right]^{\frac {g_{0}\cdot M}{R^{*}\cdot L_{b}}}}
Друга једначина:
{\displaystyle {p}=p_{b}\cdot \exp \left[{\frac {-g_{0}\cdot M\cdot (h-h_{b})}{R^{*}\cdot T_{b}}}\right]}
где су:
{\displaystyle p} = статички притисак (паскала)
{\displaystyle T} = термодинамичка температура (келвина)
{\displaystyle L} = стопа опадања термодинамичке температуре (келвина по метру)
{\displaystyle h} = надморска висина (метара)
{\displaystyle R^{*}} = општа гасна константа: 8,31432×10³  N&middot;m / (kmol&middot;K)
{\displaystyle g_{0}} = убрзање земљине силе теже (9,80665 m/s²)
{\displaystyle M} = моларна маса ваздуха на Земљи (28,9644 g/mol)
Вредност индекса b је од 0 до 6, према седам нивоа атмосфере, као што је приказано на доњој таблици. Код тих израза  и R* су једнозначне, а P, L, T, и h промењиве величине.
| Индекс | Надморска висина 2 | Надморска висина 2 | Статички притисак 2 | Статички притисак 2 | Стандардна температура | Стандардна температура | Стопа опадања стандардне температуре | Стопа опадања стандардне температуре |
| Индекс | ()                 | (стопа)            | (паскала)           | ()                  | Стандардна температура | Стандардна температура |                                      |                                      |
| ------ | ------------------ | ------------------ | ------------------- | ------------------- | ---------------------- | ---------------------- | ------------------------------------ | ------------------------------------ |
| 0      | 0                  | 0                  | 101325              | 29,92126            | 288,15                 | 15                     | -0,0065                              | -0,0019812                           |
| 1      | 11 000             | 36 089             | 22632,1             | 6,683245            | 216,65                 | -56,5                  | 0,0                                  | 0,0                                  |
| 2      | 20 000             | 65 617             | 5474,89             | 1,616734            | 216,65                 | -56,5                  | 0,001                                | 0,0003048                            |
| 3      | 32 000             | 104 987            | 868,019             | 0,2563258           | 228,65                 | -44,5                  | 0,0028                               | 0,00085344                           |
| 4      | 47 000             | 154 199            | 110,906             | 0,0327506           | 270,65                 | -2,5                   | 0,0                                  | 0,0                                  |
| 5      | 51 000             | 167 323            | 66,9389             | 0,01976704          | 270,65                 | -2,5                   | -0,0028                              | -0,00085344                          |
| 6      | 71 000             | 232 940            | 3,95642             | 0,00116833          | 214,65                 | -58,5                  | -0,002                               | -0,0006096                           |